# Jose ben Halafta
Jose ben Halafta of  Yose ben Halpetha of Rabbi Yose (2de eeuw na Chr.) was een tanna, een joodse geleerde, een van de vijf belangrijkste wijzen van de Misjna, de mondelinge leer van de Thora. Hij was een aggadist, iemand die de teksten niet letterlijk nam, maar gebruikgemaakte van allegorieën om de dingen beter te duiden.
Jose ben Halafta was geboren en getogen in Sepphoris, Galilea, waar hij een school had. Een van zijn leerlingen was Jehoeda Hanassi. Hijzelf was een leerling van Rabbi Akiva. Hij was tegen controverse en streefde naar een compromis tussen twee strijdende halachisten, geleerden met verschillende standpunten.
Algemeen wordt aangenomen dat Jose ben Halafta de schrijver is van  het boek Seder Olam Rabbah, een chronologie van het begin der tijden tot de Bar Kochba-opstand (132-136). In het boek wordt bepaald dat de wereld ontstond op 6 oktober 3761 v.Chr., Anno Mundi.